# Uluru-Kata Tjuta nationalpark
Uluru-Kata Tjuta är en nationalpark i Northern Territory, Australien, 1 431 km söder om Darwin, nära gränsen till delstaten South Australia och regionen Anangu Pitjantjatjara. Dess viktigaste platser, efter vilka den fått sitt namn, är Uluru (även känd som Ayers Rock) och Kata Tjuta (även känd som The Olgas).
Nationalparken bildades 1987 och skrevs samma år in på Unescos världsarvslista. Nationalparken är 1326 km² stor och sköts av Environment Australia/Parks Australia och urinvånarna anangufolket.
Terrängen runt Uluru-Kata Tjuta ationalpark är huvudsakligen platt, men den allra närmaste omgivningen är kuperad. Uluru-Kata Tjuta nationalpark ligger uppe på en höjd. Uluru-Kata Tjuta nationalpark är den högsta punkten i trakten. Trakten runt nationalparken är nära nog obefolkad, med mindre än två invånare per kvadratkilometer.. Närmaste större samhälle är Yulara, 12,6 km norr om nationalparken.
Omgivningarna runt Uluru-Kata Tjuta nationalpark är i huvudsak ett öppet busklandskap.